# منوچهر یکم شروانشاه
منوچهر یکم یازدهمین شاه شیروان بود. وی نخستین حاکم این سلسله در نظر گرفته می‌شود. آغاز حکومت او، شروان‌شاهان از گذشته به تاریخ پیشااسلامی ایران علاقه داشتند و ادعا داشتند از پادشاهان ساسانی مانند پادشاه بهرام گور به سلطنت رسیدند.

## سلطنت
در سال ۱۰۲۷ منوچهر جانشین پدرش یزید دوم به عنوان شاه شروان شد. دو سال بعد، او علیه هاشمیان دربند اعلام جنگ کرد. با این حال، او توسط ارتش هاشمیان که سرزمین او را ویران کرد، شکست خورد. سال بعد، پادشاهی او توسط ارتش روس‌های وارنگی تحت فرماندهی اینگوار دوردست‌نورد مورد حمله قرار گرفت. منوچهر سعی کرد آنها را از قفقاز دفع کند، اما در باکو کاملاً شکست خورد. بسیاری از مردان برجسته شروان مانند احمد بن خاسکین کشته شدند. برای جلوگیری از روس‌ها، منوچهر رودخانه ارس را بست با این حال، این منجر به مرگ تعدادی از مسلمانان شد. 
با این وجود، مدتی بعد، منوچهر موفق شد سرانجام روس‌ها را دفع کند.  در سال ۱۰۳۲، ارتش ترکیبی از سریر و آلانیا به شروان حمله کرد و شمخی پایتخت آن را تصرف کرد. بسیاری از مردم به قتل رسیدند و بسیاری از ثروت‌ها توسط آن‌ها تصرف شد. در طی عقب‌نشینی از شروان، آنها مورد حمله و شکست مردم دربند قرار گرفتند. 

## مرگ
در سال ۱۰۳۴، منوچهر توسط علی برادر کوچکتر که با کمک همسر منوچهر سیتا وارد خانه دومی شده بود، خیانت و چاقو خورده شد.  بدین ترتیب علی به شیروانشاه جدید تبدیل شد.